# Mechow
Mechow là một đô thị thuộc huyện Lauenburg, trong bang Schleswig-Holstein, nước Đức. Đô thị Mechow có diện tích 4,31 km², dân số thời điểm 31 tháng 12 năm 2006 là 90 người.